# Огненный сезон (фильм)
«Огненный сезон» (англ. The Burning Season) — телефильм режиссёра Джона Франкенхаймера. Основан на реальной биографии и одноимённом романе Эндрю Ревкина об известном профсоюзном деятеле и защитнике экологии бразильских тропических лесов Чико Мендесе. Это был последний фильм Рауля Хулия, выпущенный при его жизни, премьера которого состоялась на канале HBO 16 сентября 1994 года, за пять недель до его смерти.

## Сюжет
Чико Мендес один из seringuiero — собирателей каучука в заповедных лесах Бразилии, родом из штата Акри. Наблюдая хищническое истребление деревьев, благодаря которым он зарабатывает на жизнь, Чико включается в борьбу за сохранение экологии страны. В начале 1980-х ситуация обостряется в связи со строительством большой магистрали через бассейн Амазонки и массовой расчисткой лесов под сельскохозяйственные угодья для скота. При этом расчистка происходит варварским способом — сжиганием больших участков леса. После убийства лидера бразильских профсоюзов Уилсона Пенейро его место занимает Мендес. Он начинает кампанию ненасильственного сопротивления рабочих уничтожению лесов.
В кампанию оказываются вовлечены интересы могущественных транснациональных корпораций. В 1988 году лидер профсоюза собирателей каучука Чико Мендес был убит.

## В ролях
- Рауль Хулия — Чико Мендес
- Кармен Аргензиано — Альфредо Сезеро
- Сония Брага — Реджина Де Картвальо
- Камала Лопез — Илзамар
- Эдвард Джеймс Олмос — Уилсон Пенейро
- Найджел Хэверс[англ.] — Стивен Кей
- Луис Гусман — хозяин поместья
- Томас Милиан — Дарли Алвес
- Эсай Моралес — Джаир
- Тони Плана — Гальвао
- Джеффри Ликон — Чико Мендес в детстве

## Премии и номинации
Список наград и номинаций приведён в соответствии с данными IMDb.

### Награды
| Год  | Событие                        | Номинация                                                     | Награждённый        |
| ---- | ------------------------------ | ------------------------------------------------------------- | ------------------- |
| 1995 | Золотой глобус                 | Лучший мини-сериал или телефильм                              |                     |
| 1995 | Золотой глобус                 | Лучшая мужская роль (мини-сериал или телефильм)               | Рауль Хулиа         |
| 1995 | Золотой глобус                 | Лучшая мужская роль второго плана (мини-сериал или телефильм) | Эдвард Джеймс Олмос |
| 1995 | Премия Гильдии киноактёров США | Лучшая мужская роль в телефильме или мини-сериале             | Рауль Хулиа         |
| 1995 | Эмми                           | Лучшая работа режиссёра мини-сериала                          | Джон Франкенхаймер  |
| 1995 | Эмми                           | Лучший актёр в мини-сериале или кинофильме                    | Рауль Хулиа         |

### Номинации
| Год  | Событие                                           | Номинация                                                          | Номинант                                                           |
| ---- | ------------------------------------------------- | ------------------------------------------------------------------ | ------------------------------------------------------------------ |
| 1995 | Золотой глобус                                    | Лучшая женская роль второго плана (мини-сериал или телефильм)      | Соня Брага                                                         |
| 1995 | Эмми                                              | Лучшая работа сценариста в мини-сериале или кинофильме             | Уильям Мастросимоне, Майкл Толкин, Рон Хатчинсон                   |
| 1995 | Эмми                                              | Лучшее продюсирование в телефильме                                 | Дэвид Путтнам, Джон Франкенхаймер, Томас Хэммел, Дайан Бэтсон-Смит |
| 1995 | Эмми                                              | Лучший актёр второго плана в мини-сериале или кинофильме           | Эдвард Джеймс Олмос                                                |
| 1995 | Эмми                                              | Лучшая актриса второго плана в мини-сериале или кинофильме         | Соня Брага                                                         |
| 1995 | Премия Ассоциации американских монтажёров «Eddie» | Лучший монтаж в художественном фильме — некоммерческое телевидение | Франсуаза Бонно, Пол Рубелл                                        |
| 1995 | Премия Американского общества кастинга            | Лучший подбор актёров — телевизионный фильм                        | Джуни Лаури-Джонсон                                                |